# Maserati GranCabrio
La Maserati GranCabrio è una cabriolet sportiva prodotta dalla casa automobilistica italiana Maserati a partire dal fine 2009.
L’11 novembre 2019 esce di produzione dopo 11.715 esemplari venduti.

## Il contesto
La GranCabrio rappresenta la versione convertibile della nota coupé Maserati GranTurismo dalla quale riprende la meccanica, parte degli interni e il design della carrozzeria; presentata ufficialmente al Salone dell'automobile di Francoforte edizione 2009 la GranCabrio è la prima automobile cabriolet prodotta dalla casa del tridente grazie all'abitacolo configurato come un quattro posti per la presenza delle poltrone posteriori. Inizialmente l'auto era stata progettata per adottare una capote in metallo ripiegabile elettricamente nel bagagliaio, soluzione molto in voga tra le Coupé-Cabriolet che però comporta dei costi elevati di produzione e una riprogettazione completa del retrotreno che deve ospitare il tettuccio, ma per evitare concorrenza interna a causa della cugina Ferrari California i tecnici di Modena hanno preferito mantenere la classica soluzione del leggero tetto in tela multistrato, ripiegabile in 28 secondi fino alla velocità di 30 km/h, già impiegato con la progenitrice Maserati Spyder. Negli Stati Uniti l'autovettura viene venduta come Maserati GranTurismo Convertible a causa del termine Cabrio che non viene utilizzato sui mercati d'oltreoceano. La produzione prevista dalla casa è di circa 2.100 esemplari l'anno.

## Design

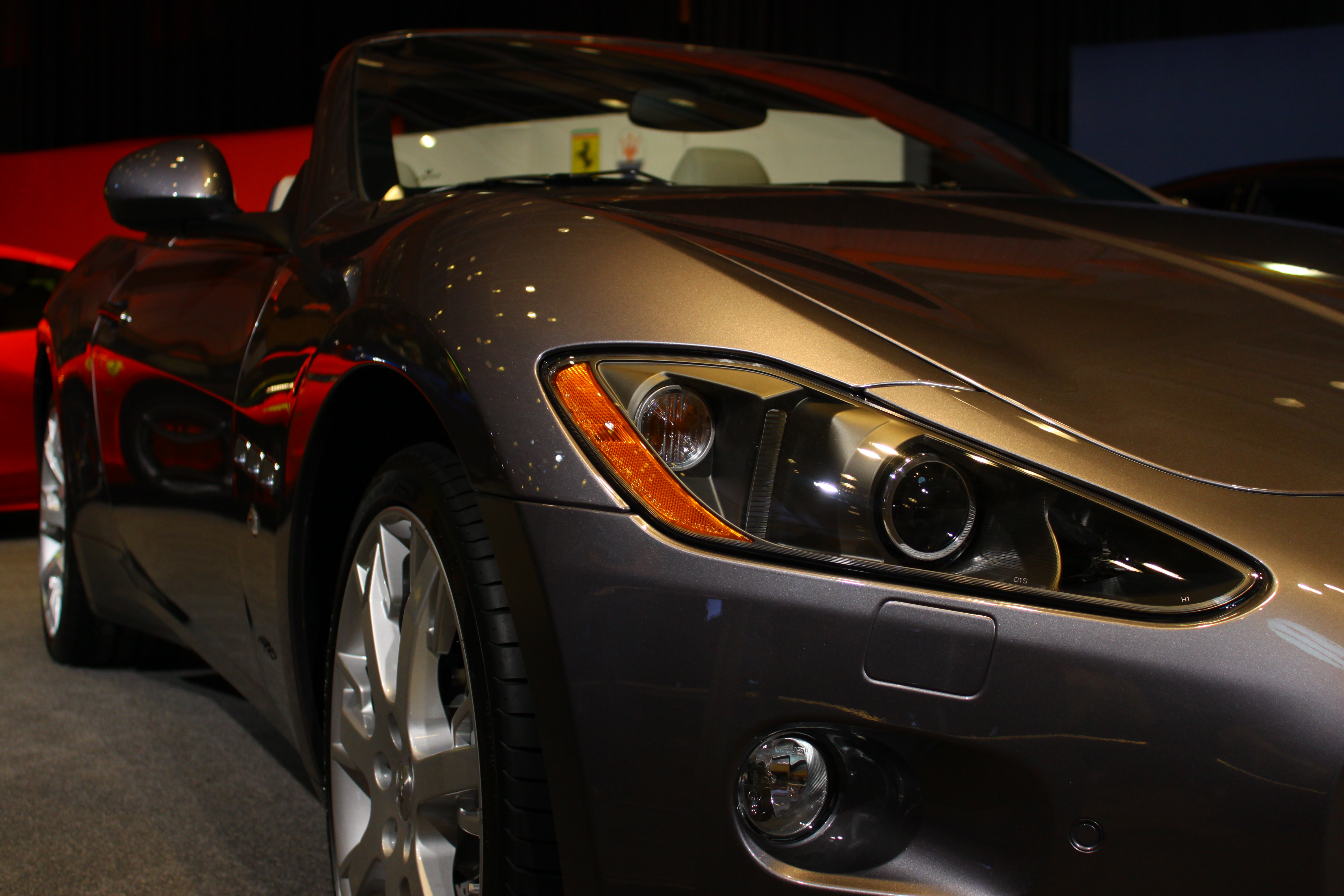
Dettaglio del faro anteriore di una GranCabrio

Esteticamente la scoperta modenese si fa notare per la linea sportiva e filante disegnata da Pininfarina e caratterizzata da un frontale basso e con calandra in rilievo a bande verticali cromate e marchio del tridente centrale, gruppi ottici di piccole dimensioni che si raccordano nei paraurti e una lunga presa d'aria inferiore che si estende per tutto il paraurti nella parte bassa. La fiancata presenta come da tradizione le tre prese d'aria dai bordi cromati nei parafanghi con il marchio Pininfarina sottostante. La coda è caratterizzata dal cofano del baule modellato per formare uno spoiler con fanaleria triangolare composta da 96 luci a LED e una banda cromata che intercorre tra i due gruppi ottici; nella parte bassa del paraurti troviamo un diffusore aerodinamico molto accentuato che incorpora i quattro terminali di scarico. La capote multistrato ha un peso complessivo di 65 kg ed è stata disegnata per donare slancio all'auto infatti nella parte posteriore risulta molto inclinata ed è stata modellata per simulare la presenza dei montanti posteriori proprio per garantire la medesima sportività della coupé GranTurismo. La linea di cintura cromata culmina con il terzo stop posteriore. La carrozzeria è lunga 4,88 metri e garantisce una notevole aerodinamica infatti i tecnici Maserati sono stati in grado di ottenere un coefficiente di resistenza all'aria (Cx) pari a 0,35 con capote chiusa che sale a 0,39 con la capote aperta. Il bagagliaio ha un volume di 173 litri mentre il serbatoio ha una capacità di 75 litri.

## Interni

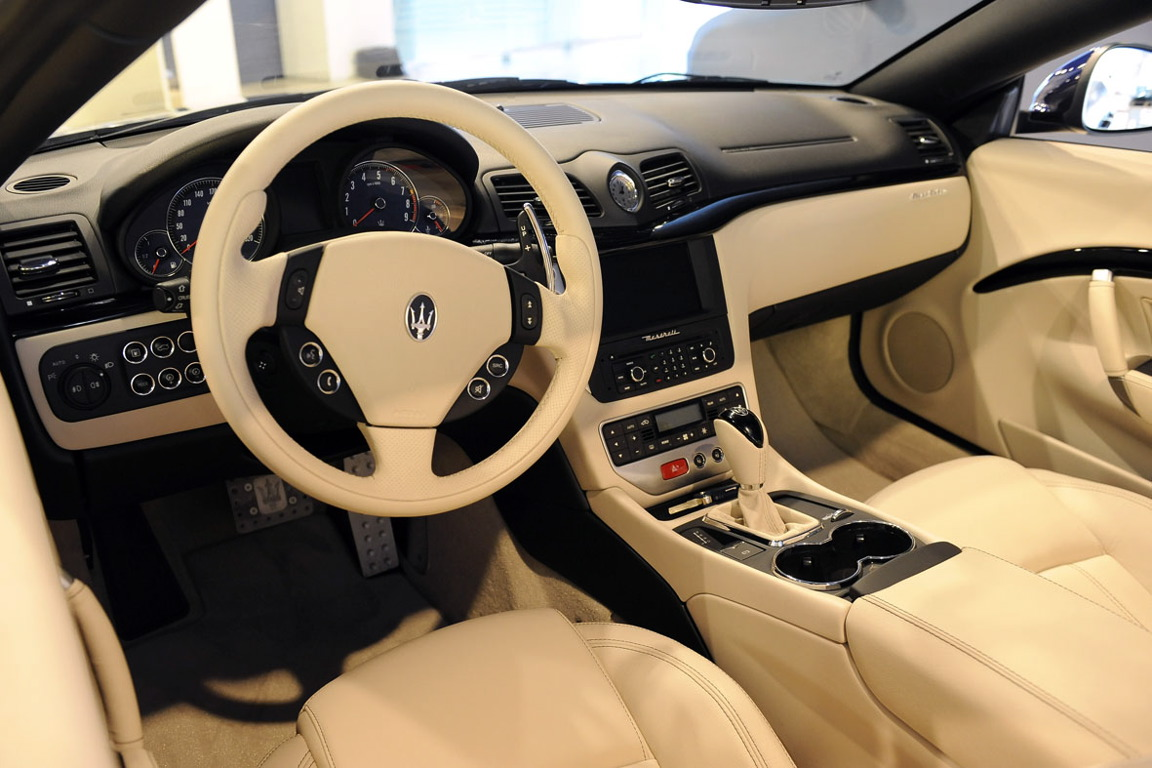
Vista degli interni

L'abitacolo presenta quattro comode poltrone disposte su due file separate dal tunnel centrale sul quale vengono disposti sia i braccioli refrigerati delle poltrone che alcuni comandi per garantire maggior comfort agli occupanti come l'impianto elettrico per collegare i dispositivi audio per i passeggeri posteriori o i portabicchieri. La plancia possiede il classico profilo a V tipico di casa Maserati con la parte superiore ospitante le bocchette d'aerazione del climatizzatore separate dall'orologio al quarzo, nella parte centrale vengono raggruppati i comandi del climatizzatore automatico bi-zona e dell'impianto audio munito di navigatore satellitare a colori; di fronte al passeggero troviamo il fregio cromato della GranCabrio. Sul volante sono stati sistemati i comandi dell'autoradio mentre dietro alla corona troviamo le levette del cambio automatico sequenziale. Infine il quadro strumenti d'impostazione sportiva che però appare di facile lettura. La selleria viene rivestita in Poltrona Frau e Alcantara mentre la plancia viene realizzata in tre differenti qualità di legno. La GranCabrio presenta di serie il Maserati Multimedia System che integra i comandi di autoradio CD ed MP3 con supporti USB ed Aux, navigatore satellitare con schermo a cristalli liquidi, hard disk da trenta GB e impianto bluetooth con comandi vocali.
La GranCabrio è disponibile in un unico allestimento base ma la casa mette a disposizione numerosi personalizzazioni per l'automobile a partire dalla colorazione della capote in sei differenti tonalità, oppure alle due colorazioni dei cerchi in lega e venti differenti stili per le pinze dei freni. Inoltre per l'interno debuttano i rivestimenti cromati Bianco Polare e Blu Profondità in Poltrona Frau che sono abbinati alla capote. Su richiesta del cliente però si possono avere alcuni elementi specifici previsti dal programma Atelier Maserati. Per la selleria dell'abitacolo invece la casa mette a disposizione numerose stoffe oltre ai legni pregiati per la plancia e per i pannelli delle portiere accanto alle casse del sistema audio Bose.

## La dinamica
La vettura adotta la classica meccanica della sorella Granturismo ovvero il telaio di base a trazione posteriore condiviso anche dalla Quattroporte quinta serie. Una delle peculiarità di questo telaio è lo schema delle sospensioni a triangoli sovrapposti, derivati da quelli di Formula 1, adottati sia all'avantreno che al retrotreno, i bracci sono in alluminio per ridurre il peso della compatta struttura a tutto vantaggio del piacere di guida; queste sospensioni sono state progettate per ridurre brusche variazioni del telaio, infatti sono state disegnate seguendo la geometria Antidive e Antisquat. Il sistema Skyhook proposto di serie sfrutta numerosi sensori nelle fasi di accelerazione e frenata e registra tutti i movimenti compiuti dalle ruote in funzione del fondo stradale e i dati, elaborati dalla centralina, adattano la taratura degli ammortizzatori a gas in alluminio a quelli dello stile del guidatore in modo da garantire una guida sempre precisa e sportiva. Il telaio a scocca portante garantisce la medesima rigidità di una coupé e viene realizzato in acciai altoresistenziali; il cofano motore è in alluminio come la traversa anteriore, mentre il cofano del baule posteriore è in materiale plastico termoindurente. La ripartizione dei pesi a capote chiusa è al 49% sull'asse anteriore e al 51% sull'asse posteriore mentre con capote chiusa la ripartizione peggiora aggravando l'asse posteriore dove ricade il 52% della massa dell'autovettura.
La sicurezza automobilistica viene garantita dalla presenza del Maserati Stability Programme, il controllo elettronico della stabilità sviluppato dai tecnici del Tridente che è in grado di correggere ogni minimo sbandamento dell'automobile riducendo la coppia motrice che viene erogata dal motore. L'MSP inoltre utilizza anche il sistema anti bloccaggio (ABS) e il ripartitore elettronico di frenata (EBD) per garantire un controllo ottimale dell'auto in ogni circostanza, il freno a mano viene attivato in modo automatico tramite l'apposito pulsante sulla plancia.
La GranCabrio sfrutta un impianto frenante Brembo a quattro dischi autoventilati co-fusi in ghisa per la fascia frenante esterna e in alluminio per la campana. La casa mette a disposizione le pinze monoblocco a sei pistoncini disponibili in differenti colorazioni. Il sistema Low Risk Deployment che coinvolge gli airbag frontali permette di adattarli alla statura del guidatore e in caso d'impatto di gonfiarli in base all'intensità dell'urto. Inoltre gli airbag laterali bistadio permettono una protezione sia del torace che della testa. I rollbar proteggono gli occupanti posteriori agendo in caso di ribaltamento in 190 millesimi di secondo.

## Motore e trasmissione
L'autovettura viene offerta con la sola motorizzazione da 4,7 litri aspirata alimentata benzina con architettura a otto cilindri disposti in modo da formare una V di 90° e doppio albero a camme con variatore di fase e distribuzione a quattro valvole per cilindro. Il 4.7 V8 è il Ferrari F136, lo stesso che troviamo sotto i cofani delle sorelle Quattroporte, GranTurismo S e Alfa Romeo 8C Competizione. Il basamento e la testa dei cilindri sono in alluminio e silicio. Eroga una potenza massima di 439 cavalli (323 Kw) a 7000 giri/min per una coppia massima pari a 490 N·m a 4750 giri al minuto, il rapporto di compressione è di 11,25:1. L'iniezione è elettronica mentre la lubrificazione avviene a carter umido. Le prestazioni sono di rilievo con lo scatto da 0 a 100 km/h dichiarato dalla casa è di 5,3 secondi per una velocità di punta pari a 283 km/h. I consumi e le emissioni si attestano nel ciclo combinato sui 5,6 chilometri al litro per 354 grammi di anidride carbonica emessa per chilometro.
Il cambio è un nuovo automatico sequenziale a sei rapporti sviluppato dalla ZF che, in modalità manuale, garantisce la possibilità di cambiare marcia fino ad un alto numero di giri. Il pilota possiede quattro differenti modalità tra le quali figura la Sport con tempi di cambiata ridotti che esaltano le prestazioni e il piacere di guida della GranCabrio.

## Motorizzazioni
| Modello        | Disponibilità | Motore  | Cilindrata (cm³) | Potenza         | Coppia Massima (Nm) | Emissioni CO2 (g/km) | 0–100 km/h (secondi) | Velocità max (km/h) | Consumo medio (km/l) |
| 4.7 Automatica | dal debutto   | Benzina | 4691             | 323 KW (440 CV) | 490                 | 358                  | 5.3                  | 283                 | 6.5                  |
| 4.7 Sport      | dal debutto   | Benzina | 4691             | 331 KW (450 CV) | 510                 | 337                  | 5.2                  | 285                 | 6.9                  |

## Versioni speciali

### Maserati GranCabrio Fendi
Presso il salone di Francoforte del 2011, la Maserati ha presentato una versione speciale della GranCabrio, denominata GranCabrio Fendi. Tale vettura presenta un particolare colore Grigio Fiamma Fendi, alcuni loghi della casa di moda apposti sui cerchioni da 20' e sui sedili e cruscotto, cambio, cuciture dei tappetini e bagagli opzionali realizzati in Cuoio Romano.